# (280652) Aimaku
(280652) Aimaku est un astéroïde de la ceinture principale de la famille de Hungaria.

## Description
(280652) Aimaku est un astéroïde de la ceinture principale, de la famille de Hungaria. Il présente une orbite caractérisée par un demi-grand axe de 1,95 UA, une excentricité de 0,09 et une inclinaison de 23,8° par rapport à l'écliptique.